# فهرست فیلم‌های ایرانی سال ۱۳۴۶
فهرست فیلم‌های ایرانی سال ۱۳۴۶

## فهرست
| عنوان                | کارگردان           | فیلم‌نامه‌نویس(ها)      | بازیگران                                                                                     |
| -------------------- | ------------------ | --------------------- | -------------------------------------------------------------------------------------------- |
| آشیانه خورشید        | سعید کامیار        |                       |                                                                                              |
| ازجان‌گذشتگان         | ژوزف واعظیان       | ژوزف واعظیان          |                                                                                              |
| ایمان                | مهدی رئیس فیروز    |                       |                                                                                              |
| بندرگاه عشق          | گرجی عبادیا        |                       |                                                                                              |
| پسران علاءالدین      | امین امینی         |                       | منصور سپهرنیا                                                                                |
| جاده زرین سمرقند     | ناصر ملک‌مطیعی      |                       |                                                                                              |
| چرخ فلک              | صابر رهبر          | صابر رهبر             | محمدعلی فردین، رضا بیک ایمانوردی، آذر شیوا                                                   |
| چهار خواهر           |                    |                       |                                                                                              |
| حقه‌بازان             | رضا صفایی          |                       | فریبا خاتمی                                                                                  |
| خوشگل و قهرمان       | فریدون ژورک        | فریدون ژورک           | منوچهر وثوق                                                                                  |
| داش احمد             | منوچهر صادق‌پور     |                       |                                                                                              |
| دالاهو               | سیامک یاسمی        |                       | بهروز وثوقی، فروزان، تقی ظهوری، رفیع حالتی، جهانگیر غفاری                                    |
| دختر طلا             |                    |                       |                                                                                              |
| در جستجوی تبهکاران   |                    |                       |                                                                                              |
| دروازه تقدیر         | حمید مجتهدی        | ابراهیم زمانی آشتیانی | فروزان                                                                                       |
| دنیای قهرمانان       | اسماعیل پورسعید    | اسماعیل پورسعید       |                                                                                              |
| روزهای تاریک یک مادر | محمدعلی زرندی      |                       | آذر شیوا                                                                                     |
| زن خون‌آشام           | مصطفی اسکویی       |                       | مهدی فتحی                                                                                    |
| زن‌ها و شوهرها        | نظام فاطمی         |                       | فریبا خاتمی                                                                                  |
| زنی به نام شراب      | امیر شروان         |                       | بهروز وثوقی                                                                                  |
| زیبای خطرناک         | سالار عشقی         |                       | آفت                                                                                          |
| زیر گنبد کبود        | مهدی رئیس فیروز    | رضا کریمی             |                                                                                              |
| سرنوشت               |                    |                       | آرمان هوسپیان، مارلین اشمیت، همایون، عبدالله بوتیمار، علی زندی، ناصر كوره‌چيان، جهانگیر غفاری |
| سوغات فرنگ           | حسین مدنی          |                       | عباس مصدق                                                                                    |
| سه جوانمرد           | بهرام ری‌پور        |                       | منصور سپهرنیا                                                                                |
| شکوه جوانمردی        | اسماعیل ریاحی      | اسماعیل ریاحی         | محمدعلی فردین                                                                                |
| شهر فرنگ             |                    |                       |                                                                                              |
| طوفان نوح            | سیامک یاسمی        | ابراهیم زمانی آشتیانی | محمدعلی فردین                                                                                |
| عروس تهران           | احمد نجیب‌زاده      |                       | کتایون                                                                                       |
| علی‌بابا و چهل دزد    | امین امینی         |                       | رضا بیک ایمانوردی                                                                            |
| عمو سبزی‌فروش         | همایون ارجمند      |                       | شهین، محمدتقی کهنمویی، جواد تقدسی، داریوش اسدزاده، صابر آتشین، جهانگیر فروهر، حمیده خیرآبادی |
| غم‌ها و شادی‌ها        |                    |                       | منوچهر وثوق                                                                                  |
| فراری                | عباس کسایی         |                       | فرشید فرزان                                                                                  |
| فردای باشکوه         | صمد صباحی          |                       |                                                                                              |
| فرمان‌خان             |                    |                       |                                                                                              |
| قربانی سوم           | ابوالقاسم ملکوتی   |                       |                                                                                              |
| قهرمان شهر ما        | رضا فاضلی          | فریدون گله            | رضا فاضلی، نانسی کووک، داریوش طلایی، جهانگیر غفاری                                           |
| کوه‌زاد               | ابراهیم باقری      |                       |                                                                                              |
| گذشت بزرگ            | ناصر ملک‌مطیعی      |                       |                                                                                              |
| گل‌آقا                | آرامائیس آقامالیان |                       | آذر شیوا                                                                                     |
| گنج و رنج            | صمد صباحی          |                       | شهین، گوگوش، عباس منتجم شیرازی، صمد صباحی                                                    |
| گوهر شب‌چراغ          | اسماعیل کوشان      |                       | فروزان                                                                                       |
| مأمور ۰۰۰۸           | ابراهیم باقری      |                       |                                                                                              |
| مرد بی‌ستاره          | عزیزالله بهادری    |                       | رضا بیک ایمانوردی                                                                            |
| مرد دوچهره           | رضا بیک ایمانوردی  | رضا بیک ایمانوردی     | رضا بیک ایمانوردی                                                                            |
| مردی از اصفهان       | امیر شروان         |                       |                                                                                              |
| معجزه                | مهدی میرصمدزاده    |                       | رضا بیک ایمانوردی                                                                            |
| میلیونرهای گرسنه     | اسماعیل ریاحی      | اسماعیل ریاحی         | رضا بیک ایمانوردی                                                                            |
| نسیم عیار            | اسماعیل کوشان      |                       |                                                                                              |
| نیم‌وجبی              | نصرت‌الله وحدت      |                       |                                                                                              |
| وسوسه شیطان          | محمد زرین‌دست       |                       | بهروز وثوقی                                                                                  |
| ولگردان ساحل         |                    |                       |                                                                                              |
| ولگردها              | محمد متوسلانی      | محمد متوسلانی         | منصور سپهرنیا، محمد متوسلانی، گرشا رئوفی، ثریا بهشتی، جهانگیر غفاری، عباس مهردادیان          |
| هارون و قارون        | نظام فاطمی         |                       |                                                                                              |
| هفت شهر عشق          | حمید مجتهدی        | ابراهیم زمانی آشتیانی | فروزان                                                                                       |
| یکه‌بزن               | رضا صفایی          |                       | رضا بیک ایمانوردی                                                                            |